# NGC 606
NGC 606 је спирална галаксија у сазвежђу Рибе која се налази на NGC листи објеката дубоког неба.
Деклинација објекта је + 21° 25' 5" а ректасцензија 1h 34m 50,3s. Привидна величина (магнитуда) објекта NGC 606 износи 13,5 а фотографска магнитуда 14,2. NGC 606 је још познат и под ознакама UGC 1126, MCG 3-5-10, CGCG 460-11, IRAS 01321+2109, PGC 5874.